# LCI
LCI es una cadena de televisión francesa. Su señal se transmite a través del canal 26 de la Televisión Digital Terrestre francesa en abierto desde el 5 de abril de 2016 tras más de 20 años de difusión en la televisión de pago.

## Historia
La Chaîne Info o LCI fue creada el 24 de junio de 1994 por Christian Dutoit como parte del grupo audiovisual Groupe TF1. El lanzamiento de LCI fue emitido simultáneamente en TF1.
La Chaîne Info o LCI comenzó sus emisiones el 24 de junio de 1994 a las 20:30 y TF1 emitió simultáneamente el inicio del nuevo canal, que consistió de un informativo presentado por Françoise-Marie Morel y tuvo como primer invitado al CEO del canal Étienne Mougeotte. LCI, perteneciente al grupo audiovisual Groupe TF1, se convirtió en la primera cadena de información en continuo de Francia. El concepto fue concebido por Christian Dutoit, el entonces director general adjunto de Emisiones de TF1 y Jérôme Bellay, creador de la radio de información en continuo France Info en 1987.
A partir de mayo de 1999 comenzaron las emisiones las 24 horas del día y en junio de 2000 el lanzamiento del sitio web lci.fr. En 2002 LCI presentó su candidatura a obtener una licencia de emisión en la TDT de pago francesa y fue seleccionada en una audición del Consejo Superior Audiovisual (CSA) el 26 de junio de 2002.
En enero de 2014, el Grupo TF1 solicitó al CSA la entrada de la LCI en TDT gratuita. Esta demanda fue secundada por el Groupe M6 con Paris Première y Groupe Canal+ con Planète+. El 29 de julio de 2014, el CSA anuncia que las dos solicitudes fueron rechazadas, lo que debería resultar en el cierre del canal a partir del 1 de enero de 2015. La dirección de LCI anunció el 23 de septiembre de 2014 su intención de abandonar la información (noticias continuas dominadas por sus competidores BFM TV y CNews) en favor del análisis. Con una plantilla reducida a 54 personas, la nueva fórmula de LCI podría transmitirse en los operadores de pago y a través de Internet.
El 17 de diciembre de 2015, el CSA valida entrada de LCI en la TDT gratuita el 5 de abril de 2016 en el canal 26. Desde el 1 de marzo de 2016, el canal se encuentra disponible desde operadores de cable y satélite. Desde el 5 de abril de 2016, el canal LCI se transmite en abierto, en la TNT, en el canal 26 y también se transmite en Apple TV y Android TV desde junio de 2016.
Desde el 29 de agosto de 2016, la nueva parrilla del canal se desarrolla en un nuevo plató. Además las redacciones de Metronews, MYTF1News y LCI se fusionan y también comparten un único sitio web con el nombre de este último.
El canal emitió también en Italia en la Televisión Digital Terrestre desde 2004 a diciembre de 2006 en el multiplex Dfree.

## Programación a partir de agosto de 2018
De lunes a viernes
- "La Matinale" noticiero de 6h hasta 9h presentado por Pascale de La Tour du Pin y Axel Monnier.
- "L'heure de Bachelot" de 9h hasta 10h presentado por Roselyne Bachelot.
- "Audrey & Co" de 10h hasta 12h presentado por Audrey Crespo-Mara.
- "LCI Midi" noticiero de 12h hasta 14h presentado por Adrien Borne y Marie-Aline Méliyi.
- "LCI Tout info" noticiero de 14h hasta 16h presentado por Magali Lunel y Philippe Balard.
- "Perri Scope" programa económico de 16h hasta 17h presentado por Pascal Perri.
- "Le débat" de 17h hasta 18h presentado por Arlette Chabot.
- "24h Pujadas" programa de noticias y debates de 18h hasta 20h presentado por David Pujadas.
- "Le Grand Dossier" programa sobre crímenes famosos de 20h hasta 22h presentado por Hélène Lecomte.
- "Le Grand Soir" de 22h hasta 00h presentado por Julien Arnaud y Julie Hammet

Fin de semana
- "La Matinale Week-end" noticiero matutino de 6h a 10h presentado por Christophe Moulin y Anne-Chloé Bottet.
- "Le Brunch de l'Info" noticiero de 10h à 12h presentado por Bénédicte Le Chatelier.
  - "Au cœur des régions" noticias regionales de 10h à 12h (repetición de 20h à 22h los sábados) presentado por Jean-Pierre Pernault.
  - "Le grand journal" noticiero en 30 minutos do mediodía.
  - "Le Grand Jury" los domingos, en directo de 12h30 à 13h30. Presentado por Olivier Mazerolle, Alexis Brezet y Christophe Jakubyszyn.
  - "24 heures, la semaine en questions" programa de noticias y debates, en directo de 15h30 à 18h presentado por Yves Calvi.
- "LCI soir week-end" programa de noticias de 20h à medianoche (hasta 22h los viernes) presentado por Damien Givelet y Julie Hammett con la pariticipación de Alfonso Loher y Christopher Quarez

## Organización

### Dirigentes
Presidente
- 1994-2007 : Étienne Mougeotte
- 2007-2016 : Nonce Paolini
- Desde 2016 : Gilles Pélisson

Director general
- 1993 - 1994:[8] Christian Dutoit
- 1994 - 1996:[9] Jérôme Bellay en el Groupe TF1 hasta 2009
- 1996 - julio de 2015:[10] Éric Revel
- julio de 2015 - enero de 2016 : Éric Jaouen
- enero de 2016 - agosto de 2016 :  Nicolas Charbonneau
- desde el 16 de agosto de 2016 : Thierry Thuillier

Director de redacción
- junio de 2008 - julio de 2010:[10] Éric Revel
- julio de 2010 :[11]  Laurent Drezner
- julio de 2013 - julio de 2015 : Anne de Coudenhove
- julio de 2015 - marzo de 2016 : Christophe Berg
- 21 de marzo de 2016 - 21 de junio de 2016: Céline Pigalle
- octubre de 2016 - mayo 2018 : Eric Monier
- desde mayo de 2018 : Valérie Nataf

### Capital y presupuesto
El capital de LCI pertenece en un 100 % al Groupe TF1 SA.
En 2007, la cadena disponía de un presupuesto de 55 millones de euros.
LCI comenzó a ser rentable a partir del año 2004, 10 años después del comienzo de sus emisiones. Pero la crisis publicitaria ha erosionado su modelo económico, y la cadena ha perdido gran parte de sus ingresos, convirtiéndose en deficitaria: el Groupe TF1 valora una pérdida acumulada de alrededor de 70 millones desde el año 2005, y un déficit de 7 millones para el año 2013.

## Audiencias
|      | Enero | Febrero | Marzo | Abril | Mayo  | Junio | Julio | Agosto | Septiembre | Octubre | Noviembre | Diciembre | Media Anual |
| ---- | ----- | ------- | ----- | ----- | ----- | ----- | ----- | ------ | ---------- | ------- | --------- | --------- | ----------- |
| 2016 |       |         |       | 0,3 % | 0,2 % | 0,2 % | 0,3 % | 0,2 %  | 0,4 %      | 0,4 %   | 0,6 %     | 0,5 %     | 0,3 %       |
| 2017 | 0,5 % | 0,6 %   | 0,7 % | 0,7 % | 0,8 % | 0,7 % | 0,6 % | 0,6 %  | 0,6 %      | 0,6 %   | 0,6 %     | 0,6 %     | 0,6 %       |
| 2018 | 0,6 % | 0,6 %   |       |       |       |       |       |        |            |         |           |           | 0,6 %       |

Fuente : Médiamétrie
Leyenda :
Fondo verde : Máximo histórico.
Fondo rojo : Mínimo histórico.

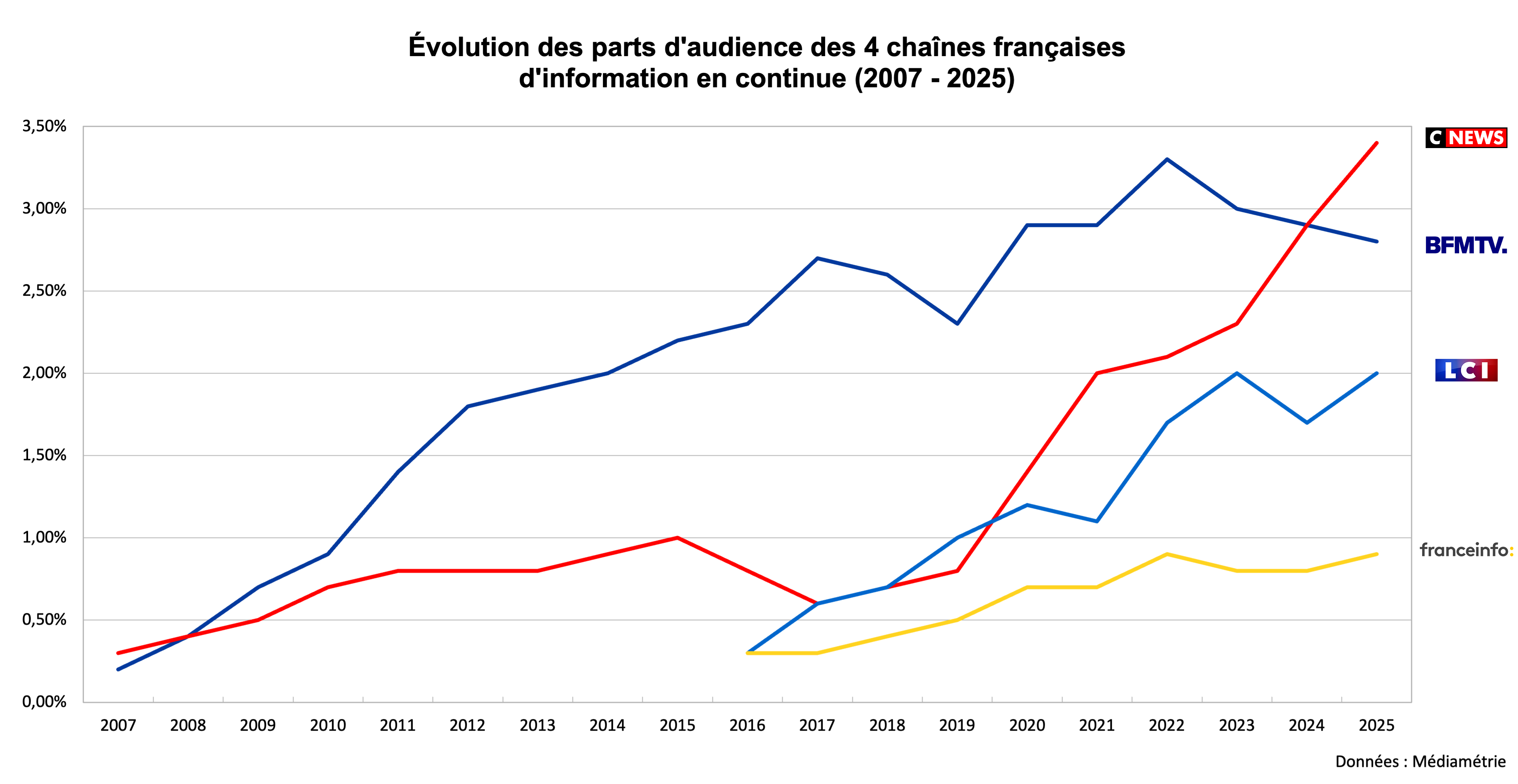
Comparación de cadenas de información

Los principales competidores de LCI son las otras tres cadenas de información disponibles en la TDT, BFM TV, CNews y France info.